# Muirella alascensis
Muirella alascensis är en svampart som beskrevs av R. Sprague 1959. Muirella alascensis ingår i släktet Muirella, divisionen sporsäcksvampar och riket svampar.   Inga underarter finns listade i Catalogue of Life.